# جان لوید (تنیس‌باز)
جان لیولد (انگلیسی: John Lloyd؛ زاده ۲۷ اوت ۱۹۵۴) یک تنیس‌باز اهل بریتانیا است.